# Cand.soc.
Cand.soc. (candidatus/candidata societatis) er betegnelsen for en person, der er indehaver af en kandidatgrad inden for det samfundsvidenskabelige. Tilsvarende grad på engelsk er Master of Science in social sciences, forkortet som MSc eller MSSc. Cand.soc'er bliver ansat i både det private og det offentlige. 

## Uddannelsessteder
Graden kan opnås ved studier ved Københavns Universitet, Roskilde Universitet, Aarhus Universitet, Aalborg Universitet, Copenhagen Business School (CBS) og Syddansk Universitet. 
- Ved Københavns Universitet er Cand.soc. en titel som tildeles to-fagskandidater, hvor hovedfaget er samfundsfag. Dette hovedfag er læst i kombination med et andet samfundsvidenskabeligt, humanistisk eller naturvidenskabeligt fag, og giver efter en fuldført kandidatgrad ret til titlen Cand.soc.[1]
- Ved Aarhus Universitet tildeles titlen dels to-fagskandidater, hvor hovedfaget er enten erhvervsøkonomi eller samfundsfag, og dels kandidater i uddannelsesvidenskab (Cand.soc.udd.). For erhvervsøkonomernes vedkommende kombineres hovedfaget med et sidefag i eksempelvis psykologi, biologi, matematik eller et sprogfag. Samtidig hermed specialiserer erhvervsøkonomerne sig på kandidaten inden for de klassiske erhvervsøkonomiske kerneområder: Strategi, organisation, marketing og regnskab.
- Ved Aalborg Universitet tildeles titlen kandidater med en samfundsvidenskabelig kandidat inden for internationale forhold, samfundsfag eller socialt arbejde (se nedenfor).
- Ved Copenhagen Business School er titlen betegnende for en person med en kandidat i erhvervsøkonomi og ledelse.
- Ved Syddansk Universitet er titlen betegnende for en person med en kandidat med hovedfag i samfundsfag (engelsk: Master of Social Science) eller for en person med en kandidat i international sikkerhed og folkeret (engelsk: Master of Social Science in International Security and Law).
- Ved Roskilde Universitet tildeles titlen til kandidater i virksomhedsledelse og til to-fagskandidater med samfundsvidenskab som hoved fag.

### Socialt arbejde på Aalborg Universitet
Kandidatuddannelsen i Socialt Arbejde tilbydes på Aalborg Universitet i København og Aalborg. Hovedområdet i uddannelsen er socialt arbejde, der er sammensat af følgende centrale fag: teorier om sociale problemer, teorier og metoder vedr. det sociale arbejdes praksis samt socialpolitik. Kandidatuddannelsen i Socialt Arbejde er altså det videnskabelige studie af sociale problemer og socialt arbejde i praksis. Uddannelsens faglige profil understøttes af fagene retlig regulering, organisationsteori, samfundsvidenskabelig teori og metode med særlig vægt på evalueringsteori. Relevante bacheloruddannelser som fx psykologi, sociologi, sygeplejerskeuddannelsen, politik og administration, samt socialrådgivere har adgang til studiet.[kilde mangler]